# آلیس سالومون
آلیس سالومون (آلمانی: Alice Salomon؛ ۱۹ آوریل ۱۸۷۲، در برلین – ۳۰ اوت ۱۹۴۸، در نیویورک) یک اصلاح کننده اجتماعی آلمانی و پیشگام کارهای اجتماعی به عنوان یک رشته دانشگاهی بود.

## زندگی
آلیس سالومون در ۱۹ آوریل ۱۸۷۲ در برلین به دنیا آمد. او سومین فرزند از هشت فرزند و دختر دوم آلبرت و آنا سالومون بود. مانند بسیاری از دختران خانواده‌های مرفه در این دوره، علی‌رغم میل به معلمی، از ادامه تحصیل محروم شد. اما در سال ۱۸۹۳ وقتی او ۲۱ ساله بود تحصیل را دوباره شروع کرد و تا درجه دکتری ادامه داد. او با استقامت توانست یکی از اولین زنان آلمان باشد که موفق به دریافت درجه دکتری شد. مقاله دکترای وی بر نابرابری‌های حقوق زنان و مردان متمرکز بود.
سالومون بیشتر به خاطر کارش در رسمیت بخشیدن به کارهای اجتماعی به عنوان یک رشته دانشگاهی شناخته شده‌است. او پیشگام ایده آموزش مددکاری اجتماعی، تأسیس مدرسه زنان اجتماعی و آکادمی آلمان برای کارهای اجتماعی و آموزشی زنان بود. در سالهای قبل از جنگ جهانی دوم، سالومون دوباره به ایالات متحده مهاجرت کرد و در آنجا به عنوان رئیس فدراسیون بین‌المللی زنان و انجمن بین‌المللی مدارس مددکاری اجتماعی به تحقیقات و فعالیت اجتماعی خود ادامه داد.

## بزرگداشت
نقش وی چنان در کارهای اجتماعی آلمان مهم بود که دویچه بوندزپست (اداره پست آلمان) در سال ۱۹۸۹ تمبر پستی یادبودی به افتخار وی صادر کرد. یک دانشگاه، یک پارک و یک میدان در برلین همه به نام او نامگذاری شده‌اند.
در ۱۹ آوریل ۲۰۱۸، گوگل دودل ۱۴۶ سالگی او را گرامی داشت.